# Enzo (singolo)
Enzo è un singolo del produttore francese DJ Snake e del rapper statunitense Sheck Wes estratto dall'album in studio Carte Blanche con la partecipazione dei rapper Offset, 21 Savage e Gucci Mane, pubblicato il 24 aprile 2019.

## Promozione
DJ Snake ha condiviso la cover art del singolo su Twitter il 23 aprile 2019 e ha comunicato che la canzone sarebbe stata pubblicata il giorno successivo.

## Video musicale
Il video musicale è stato pubblicato su YouTube da DJ Snake l'11 maggio 2019, è stato diretto da Daps ed è in bianco e nero.

## Tracce
Testi di William Grigahcine, Coby Rhodes, Khadmou Fall, Shéyaa Abraham-Joseph, Kiari Cephus,  Radric Davis, musiche di Yung Lunchbox, Sickdrumz.
1. Enzo (feat. Offset, 21 Savage, Gucci Mane) – 4:08